# Honolulu Police Department
L'Honolulu Police Department (HPD) (Dipartimento di Polizia di Honolulu) è la principale forza dell'ordine della città e contea di Honolulu, Hawaii. Il comando si trova ad Alapa'i, nel centro città.
Storicamente la prima forza di polizia delle Hawaii venne formata nel 1846 durante il Regno delle Hawaii mentre l'organizzazione attuale venne creata nel 1932. Il dipartimento è responsabile per tutta l'isola di O'ahu, che coincide con la città e contea di Honolulu, per un'area di circa 1.600 chilometri quadrati con circa 900.000 residenti, senza contrae il personale militare e i circa 4 milioni di turisti che annualmente visitano l'isola. Ad aprile 2019 la forza contava 2.363 impiegati, di cui di 1.889 sono poliziotti. Nel 2003 era il ventesimo dipartimento di polizia più grande degli Stati Uniti secondo il Dipartimento di Giustizia.
A differenza degli altri 49 stati, le Hawaii non hanno una State police né forze di polizia cittadine. La responsabilità sulle forze dell'ordine ricade quindi sulle singole contee.

## Distretti
L'isola è divisa in otto distretti di pattuglia e le principali stazioni di polizia si trovano a Kalihi, Pearl City, Kapolei, Wahiawa, e Kaneohe, con stazioni più piccole a Waianae, Kailua, Kahuku, Waikiki, e Chinatown.